# Фаршвајлер
Фаршвајлер (њем. Farschweiler) општина је у њемачкој савезној држави Рајна-Палатинат. Једно је од 103 општинска средишта округа Трир-Сарбург. Према процјени из 2010. у општини је живјело 737 становника. Посједује регионалну шифру (AGS) 7235021.

## Географски и демографски подаци
Фаршвајлер се налази у савезној држави Рајна-Палатинат у округу Трир-Сарбург. Општина се налази на надморској висини од 470 метара. Површина општине износи 7,4 km². У самом мјесту је, према процјени из 2010. године, живјело 737 становника. Просјечна густина становништва износи 99 становника/km².